# Phobie des seringues

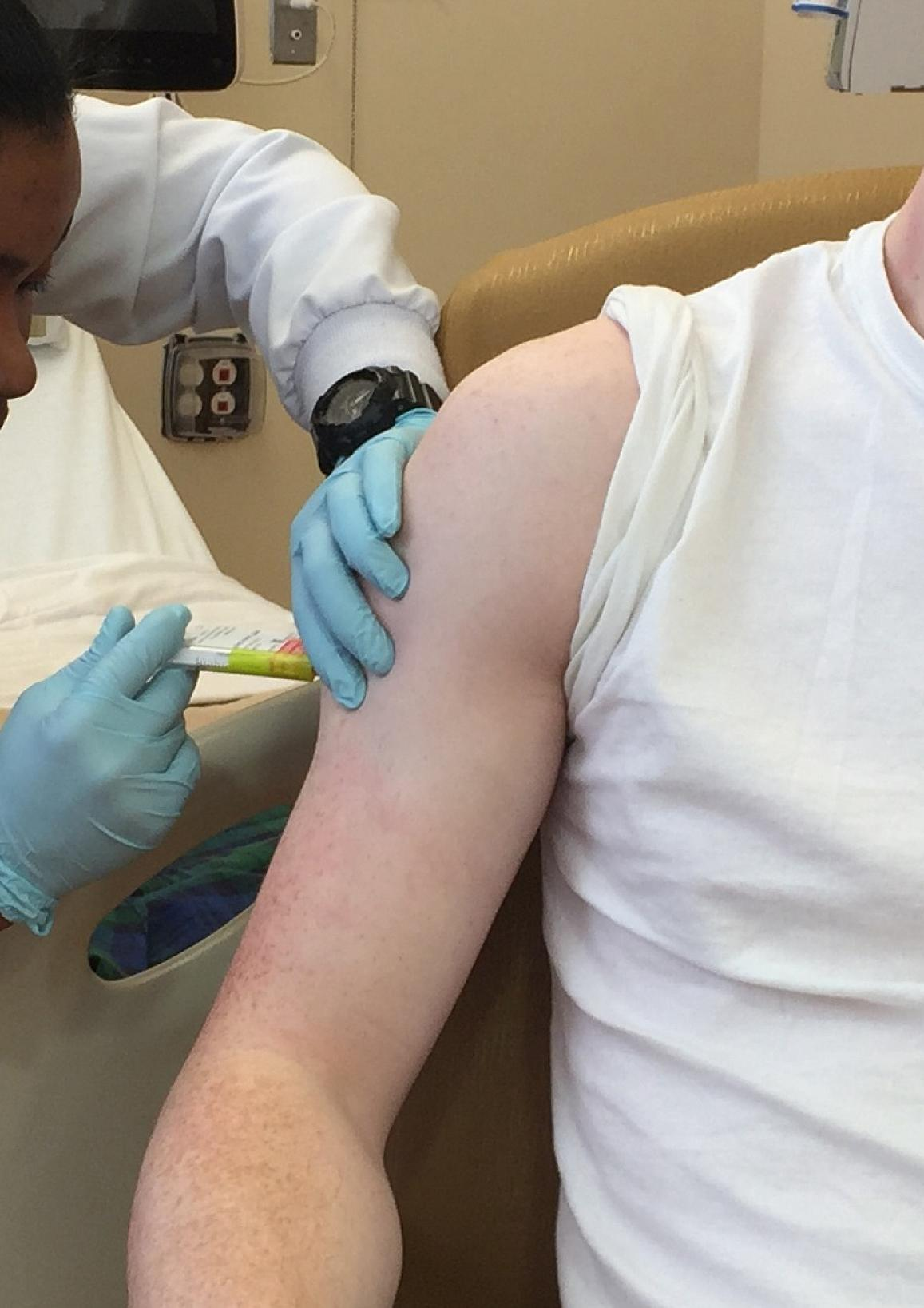
Un participant reçoit une injection dans le cadre d'un essai du NIH portant sur un vaccin destiné à offrir une large protection contre une série de maladies transmises par les moustiques.

La phobie des seringues ou bélénophobie est la peur extrême des gestes médicaux (en) qui impliquent l'usage des seringues hypodermiques ou des injections.
Ce trouble est parfois appelé « aichmophobie », bien que ce terme renvoie à la crainte plus large des objets pointus. En français, la phobie des seringues est aussi appelée « bélonéphobie » et, moins souvent, « trypanophobie ». Dans le langage familier, plusieurs expressions la désignent : « peur des piqûres » ou « peur des aiguilles ».

## Généralités
La phobie des seringues est incluse en 1994 dans le DSM-IV en tant que phobie spécifique de type sang-injection-blessure. Les personnes atteintes de ce trouble évitent les vaccinations, les examens sanguins et, dans les cas extrêmes, l'ensemble des soins médicaux.
Aux États-Unis, d'après certaines estimations, 10% des adultes vivent avec la phobie des seringues ; néanmoins, ce chiffre est probablement inférieur à la réalité : les cas extrêmes ne sont pas documentés car les patients évitent tout traitement médical.

## Hypothèse évolutionniste
D'après le Dr James G. Hamilton, qui a publié l'une des premières études sur la phobie des seringues, certaines variantes de cette phobie sont le fruit d'un déterminisme génétique qui s'ancre dans l'évolution de l'espèce : il y a des milliers d'années, les humains qui évitaient les blessures perforantes avaient de meilleures chances de survie. Le débat autour des recherches d'Hamilton se fonde sur le malaise vagal parfois observé chez ceux qui souffrent de cette phobie. Leur réaction se caractérise par un évanouissement en deux temps. La personne présente d'abord une hausse soudaine de la fréquence cardiaque et de la pression artérielle, puis ces deux fonctions ralentissent brutalement, entraînant chez certains une perte de conscience,. Il arrive que cette perte de conscience s'accompagne de convulsions et d'une modification rapide du taux de nombreuses hormones,.
D'autres revues médicales ont débattu d'arguments supplémentaires en faveur de cette hypothèse sur le lien entre le malaise vagal et une adaptation évolutive dans les phobies de type sang-injection-blessure.
En psychologie évolutionniste, une hypothèse veut que l'évanouissement observé dans cette phobie représente un message non-verbal, issu d'une défense face aux agressions entre groupes au paléolithique : un non-combattant qui s'évanouit montre qu'il ne représente aucune menace. Cette hypothèse pourrait expliquer l'évanouissement face à des stimuli comme la perte de sang et les blessures.